# Бисага (торба)
Бисага  или бисаге је стари назив за путничку торбу од коже или кострети које су се носиле током средњег века при караванским путовањима. Бисаге су биле састављене од две међусобно повезане вреће које су се лако могле ставити на леђа коња тако да су вреће висиле низ бокове, чиме је тежина терета била правилно распоређена. 
Бисаге су конструисане тако да су их могли носити и људи пребачене преко рамена, тако да је једна врећа носачу падала на груди, а друга на леђа. Често су њима преношени готово сви артикли који су се налазили у инвентару каравана, од житарица, брашна и других животних намирница, до племенитих метала и луксузне робе. Бисаге су могле бити закључане катанцем. 

## ЛИТЕРАТУРА
Ђ. Даничић, Речник; К/естк ЈА2ХЈ; 1971, 24; Речник српскохрватског књижевног и народног језика, књ. I, Институт за српскохрватски језик САНУ, Београд 1959, 569. 